# 古町愛宕神社
古町愛宕神社（ふるまちあたごじんじゃ）は、新潟県新潟市中央区古町通にある神社。越後長岡藩主からの信仰も厚く『愛宕さま』として親しまれてきた。拝殿と本殿は新潟市の有形文化財（建造物）に指定。

## 祭神
- 火之迦具土神（ほのかぐつちのかみ）農耕守護・防火・台所・商売繁盛の神
- 伊邪那美尊（いざなみのみこと）縁結び・結婚・夫婦円満・子宝授けの神
- 天熊大人（あめのくまひと・あめのくまうし）五穀豊穣の守護神

## 歴史
- 1609年（慶長14年）: 新潟浜村（現関屋地区）に京都の愛宕神社から分霊を迎え鎮斎。
- 明暦年間（1655年 - 1657年） : 現在地に移転。
- 2001年（平成13年）11月3日 : 拝殿・本殿が新潟市指定有形文化財（建造物）に指定。

## 境内
- 口之神社（くちのじんじゃ）[2][3]
- 稲荷神社（いなりじんじゃ）

## 文化財
- 拝殿・本殿 - 新潟市指定有形文化財（建造物）2001年（平成13年）11月3日指定。本殿は18世紀前半の建築と推定され、増改築もほとんどないのが特徴。本殿正面縁の木造狛犬の銘によると、この狛犬は1663年（寛文3年）に奉納されたと考えられる。

## 主な祭事
- 1月1日 - 元旦祭
- 1月17日 - 祈年祭
- 2月3日（閏年4日）- 追儺（節分）
- 2月11日 - 建国祭
- 3月3日 - 上巳節句祭 
  - 最終日曜 入学祭
- 5月5日 - 菖蒲祭
- 6月30日 - 夏越大祓式（半年参り）
- 7月7日 - 七夕祭
- 8月25日 - 明和義人祭
- 11月15日 - 幼児健康祭（七五三）
- 11月23日 - 新穀感謝祭
- 12月31日 - 大祓式（古神符炎納） 
  - 毎月24日 - 月次祭
  - 講談の会（年5回・第3日曜日 19:00～20:15：宝井琴梅先生）[4]

## アクセス
- 公共交通
  - BRT萬代橋ライン「市役所前」停留所から徒歩約10分。
  - 新潟交通 S2 鳥屋野線、新潟市観光循環バス「白山公園前」バス停から徒歩約5分。
- 車
  - 北陸自動車道新潟西ICまたは磐越自動車道新潟中央ICより、車で約20分。